# كلايد سميث
كلايد سميث (بالإنجليزية: Clyde Smith)‏ هو لاعب كرة قدم أمريكية أمريكي، ولد في 17 يوليو 1904 في ستيلفيل في الولايات المتحدة، وتوفي في 30 ديسمبر 1982.